# Potasznia (obwód winnicki)
Potasznia (ukr. Поташня) – wieś na Ukrainie, w obwodzie winnickim, w rejonie hajsyńskim, w hromadzie Berszad. W 2022 liczyła 1147 mieszkańców.